# Liste der Baudenkmäler in Steinheim (Westfalen)
Die Liste der Baudenkmäler in Steinheim (Westfalen) enthält die denkmalgeschützten Bauwerke auf dem Gebiet der Stadt Steinheim im Kreis Höxter in Nordrhein-Westfalen (Stand: Oktober 2015). Diese Baudenkmäler sind in der Denkmalliste der Stadt Steinheim eingetragen; Grundlage für die Aufnahme ist das Denkmalschutzgesetz Nordrhein-Westfalen (DSchG NRW).

| Bild                                      | Bezeichnung                                       | Lage                                             | Beschreibung | Bauzeit | Eingetragen seit  | Denkmal- nummer |
| ----------------------------------------- | ------------------------------------------------- | ------------------------------------------------ | --- | ------- | ----------------- | --------------- |
| Grabmal Luise Reese                       | Grabmal Luise Reese                               | Kernstadt Auf dem Kirchplatz Karte               | |         |                   | 1               |
| weitere Bilder                            | Mauern Vordereichholz                             | Eichholz Laakeweg 33 Karte                       | |         |                   | 2               |
|                                           | Schafstall Gut Breitenh.                          | Rolfzen Breitenhaupter Weg                       | |         |                   | 3               |
| weitere Bilder                            | Kath. Pfarrkirche                                 | Kernstadt Marktstr. Karte                        | |         |                   | 4               |
| Rentmeisterhaus                           | Rentmeisterhaus                                   | Kernstadt Detmolder Str. 28                      | |         |                   | 5               |
| weitere Bilder                            | früheres Amtsgerichtsgebäude                      | Kernstadt Marktstr. 31 Karte                     | |         |                   | 6               |
| Wohn- und Geschäftshaus                   | Wohn- und Geschäftshaus                           | Kernstadt Marktstr. 19 Karte                     | |         |                   | 7               |
| weitere Bilder                            | Teilstück Stadtmauer                              | Kernstadt Hinter der Mauer 22                    | |         |                   | 8               |
| weitere Bilder                            | Teilstück Stadtmauer                              | Kernstadt Hinter der Mauer                       | |         |                   | 9               |
| Bauernburg Ottenhausen                    | Bauernburg Ottenhausen                            | Ottenhausen Lange Str./Ortsdurchf. Karte         | | 1300    |                   | 10              |
| weitere Bilder                            | Schloss Thienhausen                               | Thienhausen Everser Str. 1 Karte                 | | 1609    |                   | 11              |
| weitere Bilder                            | Schloss Vinsebeck                                 | Vinsebeck Karte                                  | | 1720    |                   | 12              |
| BW                                        | Hofanlage Josef Alke                              | Rolfzen Im Schildern 14 Karte                    | |         |                   | 13              |
| Grabstein Pastor Köchling                 | Grabstein Pastor Köchling                         | Kernstadt Kirchplatz                             | |         |                   | 14              |
| weitere Bilder                            | Gut Vordereichholz                                | Eichholz Laakeweg 33 Karte                       | |         |                   | 15              |
| weitere Bilder                            | ehem. Ackerbürgerhaus                             | Kernstadt Höxterstr. 18 Karte                    | |         |                   | 16              |
| Ackerbürgerhaus                           | Ackerbürgerhaus                                   | Kernstadt Neue Str. 24                           | |         |                   | 17              |
| weitere Bilder                            | Bildstock „Markuskreuz“                           | Sandebeck Feldmark Hackelberg Karte              | | 1686    |                   | 18              |
| Bildstock                                 | Bildstock                                         | Ottenhausen Am Hohlen Weg                        | |         |                   | 19              |
| Töllen Kreuz                              | Töllen Kreuz                                      | Ottenhausen Vinsebecker Str. Karte               | |         |                   | 20              |
| Bildstock                                 | Bildstock                                         | Ottenhausen Am Hau Karte                         | |         |                   | 21              |
| Kreuz (auf dem Friedhof)                  | Kreuz (auf dem Friedhof)                          | Ottenhausen Friedhof Karte                       | |         |                   | 22              |
| weitere Bilder                            | Altes Rathaus                                     | Kernstadt Marktstr. 2 Karte                      | |         |                   | 23              |
| weitere Bilder                            | Statue „Heiliger Johannes von Nepomuk“            | Kernstadt Detmolder Str./Windt. Karte            | | 1742    |                   | 24              |
| weitere Bilder                            | Wegekreuz                                         | Kernstadt Lother Str. Karte                      | |         |                   | 25              |
| Stationskreuz                             | Stationskreuz                                     | Kernstadt Auf dem Tubbensen Karte                | |         |                   | 26              |
| weitere Bilder                            | Stationskreuz                                     | Kernstadt Nieheimer Str. Karte                   | | 1808    |                   | 27              |
| weitere Bilder                            | Wegekreuz                                         | Kernstadt Im Altenhagen Karte                    | |         |                   | 28              |
| weitere Bilder                            | Wegekreuz                                         | Kernstadt Wöbbeler Str. Karte                    | |         |                   | 29              |
| weitere Bilder                            | Wegekreuz                                         | Kernstadt Anlagen St. R. Hospit. Karte           | |         |                   | 30              |
| weitere Bilder                            | Wegekreuz                                         | Kernstadt In der Klus Karte                      | | 1828    |                   | 31              |
| weitere Bilder                            | Wegekreuz                                         | Kernstadt Im Breiten Pool Karte                  | | 1832    |                   | 32              |
| Bildstock                                 | Bildstock                                         | Kernstadt Bahnhofstr./Ehrenfr. Karte             | |         |                   | 33              |
| weitere Bilder                            | Bildstock „Antoniusstein“                         | Kernstadt Rolfzener Str. Karte                   | |         |                   | 34              |
| weitere Bilder                            | Bildstock                                         | Bergheim Friedhof Karte                          | |         |                   | 35              |
| weitere Bilder                            | Wegekreuz                                         | Bergheim Im Fettpott Karte                       | | 1864    |                   | 36              |
| weitere Bilder                            | Grabkreuz                                         | Bergheim Vor der Kirche Karte                    | Grabkreuz des französischen Priesters Joh. Ludw. Prislasne, der die Bergheimer Kirche St. Georg (erbaut 1803, abgebrochen 1895) betreute. Er starb 1825 und wurde auf dem Friedhof bei der Kirche bestattet. Das Kreuz wurde nachträglich umgesetzt.                                              | 1825    |                   | 37              |
| Bildstock                                 | Bildstock                                         | Grevenhagen Mörthstr. Karte                      | Der Bildstock befand sich ursprünglich vor der alten Schule, wurde 1960 an den Eingang der Mörthstraße versetzt und steht heute am Eggering. | 1818    |                   | 38              |
| weitere Bilder                            | Bildstock „Antoniusstein“                         | Grevenhagen Hohenbreden Karte                    | Der Antoniusstein unter der Schwalgelinde befindet sich auf dem Gebiet von Nieheim-Himmighausen, soll aber von Einwohnern Grevenhagens errichtet worden sein. | 1848    |                   | 39              |
| Wegekreuz                                 | Wegekreuz                                         | Grevenhagen Kirchweg nach Sandebeck Karte        | Errichtet von der Familie Adrian, das Kreuz wird daher auch als Adrians-Kreuz bezeichnet. | 1885    |                   | 40              |
| Wegekreuz                                 | Wegekreuz                                         | Ottenhausen Auf dem Brink Karte                  | |         |                   | 41              |
| Marienstatue                              | Marienstatue                                      | Ottenhausen Auf dem Brink Karte                  | |         |                   | 42              |
| Wegekreuz                                 | Wegekreuz                                         | Rolfzen Rolfzener Str. Karte                     | |         |                   | 43              |
| Bildstock                                 | Bildstock                                         | Sandebeck Vor der Kirche Karte                   | |         |                   | 44              |
| Bildstock                                 | Bildstock                                         | Sandebeck Wintruper Straße Karte                 | | 1689    |                   | 45              |
| Nepomuk-Statue                            | Nepomuk-Statue                                    | Sandebeck Bei Gut Wintrup Karte                  | Gestiftet 1770 von Alexander Friedrich Freiherr von Elverfeldt, Sohn von Friedrich Christian von Elverfeldt und Maria Victoria von Wolff-Metternich zur Gracht. | 1770    |                   | 46              |
| Wegekreuz                                 | Wegekreuz                                         | Sandebeck Feldweg Altenhagen Karte               | 1,34 m hohes Steinkreuz mit abgerundeten Ecken; von der Inschrift lässt sich nur INRI JHS 1721 erkennen. Das Kreuz ist Station bei der Sandebecker Lobeprozession am Sonntag vor Pfingsten. | 1721    |                   | 47              |
| BW                                        | Wegekreuz „Bökejans“                              | Sandebeck Am Hömerberg Karte                     | | 1727    |                   | 48              |
| weitere Bilder                            | Wegekreuz/Wanderkreuz                             | Sandebeck Wanderweg Sandebeck-Himmighausen Karte | 1,25 m großes Steinkreuz am Hackelberg, errichtet 1728 für den am 4. April 1724 verstorbenen Johann Böger, vermutlich am Ort seines Unfalls. | 1728    |                   | 49              |
| Bildstock                                 | Bildstock                                         | Sandebeck Dorfausgang nach Himmighausen Karte    | | 1690    |                   | 50              |
| Wegekreuz Marmeknapp                      | Wegekreuz Marmeknapp                              | Sandebeck Abzw. Bahnhof Himmighausen Karte       | 1,55 m hohes Steinkreuz mit Christus-Relief. Das Kreuz wurde beim Neubau der Straße etwas Richtung Südwesten versetzt, dabei ist die Jahreszahl unten am Kreuz beschädigt worden. Einer Überlieferung zufolge soll sich hier ein Fuhrmann zu Tode gefahren haben.                                 | 1817    |                   | 51              |
| Bildstock                                 | Bildstock                                         | Sandebeck Ortsausgang nach Leopoldstal Karte     | | 1704    |                   | 52              |
| weitere Bilder                            | Wegekreuz „Taternkreuz“                           | Sandebeck Wegabzw. Lippenberg Karte              | 85 cm hohes Steinkreuz, auf der Vorderseite die Inschrift AO 1687, auf der Rückseite die Namen Georg Gottschalk und Catharina Scheffers. Der Sage nach sollen an dieser Stelle junge Männer aus Sandebeck eine Zigeunerin erschlagen haben, die dabei Sandebeck verflucht hat.                    | 1687    |                   | 53              |
| weitere Bilder                            | Mariensäule                                       | Sandebeck Dionysiusstr./Kirchplatz Karte         | |         |                   | 54              |
| weitere Bilder                            | Bildstock                                         | Vinsebeck Feldflur Paßbruch Karte                | |         |                   | 55              |
| weitere Bilder                            | Bildstock und Stationskreuz                       | Vinsebeck Eichholzer Weg Karte                   | |         |                   | 56              |
| weitere Bilder                            | Bildstock                                         | Vinsebeck Zu den Siebenhöfen Karte               | |         |                   | 57              |
| Bildstock                                 | Bildstock                                         | Vinsebeck Landstr. nach Horn Karte               | | 1717    |                   | 58              |
| weitere Bilder                            | Bildstock                                         | Vinsebeck Auf der Woort Karte                    | Bildstock von 1709, auf der Vorderseite mit der Inschrift „O HERR JESU STELLE DEIN LEIDEN UND CREUTZ ZWISCHEN DEINEM GERICHT UND MEINER SEELE. JETZT UND IN DER STUNDE MEINES TODTS. AMEN.“ Bildstock und benachbartes Kreuz sind Station bei der Fronleichnamsprozession und der Lobeprozession. | 1709    |                   | 59              |
| weitere Bilder                            | Bildstock                                         | Vinsebeck Im Schloßpark Karte                    | Bildstock von 1709, auf der Vorderseite mit der Inschrift „O HERR JESU CHRISTE DIE KRAFT DEINES HEILIGEN BLUTES MACHE MICH SELIG. DURCH DEINE FÜNF WUNDEN ERBARME DICH MEINER. AMEN.“ Bildstock und benachbartes Kreuz sind Station bei der Fronleichnamsprozession und der Lobeprozession.       | 1709    |                   | 60              |
| weitere Bilder                            | Wegekreuz „Altenköss“                             | Vinsebeck Auf dem Frankenberg Karte              | Steinkreuz auf hohem Sockel, am Kreuz eine Christus-Figur. Die Inschrift an der Vorderseite trägt die Jahreszahl 1859, eine seitliche Inschrift beinhaltet dagegen das Jahr 1899. Vermutlich ist das Kreuz in diesem Jahr neu aufgestellt worden.                                                 | 1859    |                   | 61              |
| weitere Bilder                            | Heubachbrücke mit St. Johannes von Nepomuk Statue | Vinsebeck Auf Johannesbrücke Karte               | |         |                   | 62              |
| weitere Bilder                            | Mariensäule                                       | Vinsebeck Elschenberg Karte                      | |         |                   | 63              |
| Ackerbürgerhaus                           | Ackerbürgerhaus                                   | Kernstadt Rosentalstr. 8 Karte                   | | 1729    |                   | 64              |
| weitere Bilder                            | Ackerbürgerhaus                                   | Kernstadt Neue Str. 40 Karte                     | | 1806    |                   | 65              |
| Hist. Wasserspeier                        | Hist. Wasserspeier                                | Kernstadt Fußgängerzone Karte                    | |         |                   | 66              |
| weitere Bilder                            | Altes Backhaus                                    | Sandebeck Germanenstr. 4 Karte                   | |         |                   | 67              |
| BW                                        | Rittergut Breitenhaupt                            | Rolfzen Gut Breitenhaupt Karte                   | |         |                   | 68              |
| weitere Bilder                            | Komplex Hintereichholz                            | Eichholz Gut Hintereichholz Karte                | | 1608    |                   | 69              |
| Bauernhaus                                | Bauernhaus                                        | Ottenhausen Kesselstr. 4 Karte                   | |         |                   | 70              |
| Bauernhaus                                | Bauernhaus                                        | Ottenhausen zw. Kesselstr. 4 u. 8 Karte          | |         |                   | 71              |
| Fachwerkhaus                              | Fachwerkhaus                                      | Kernstadt Emmerstraße 5 Karte                    | | 1730    |                   | 72              |
| weitere Bilder                            | Kath. Pfarrhaus+Umm.                              | Kernstadt Kirchplatz 1 Karte                     | | 1729    |                   | 73              |
| weitere Bilder                            | Jüdischer Friedhof                                | Kernstadt Detmolder Str. Karte                   | | 1606    |                   | 74              |
| Brunnen „Kump“ +Zul.                      | Brunnen „Kump“ +Zul.                              | Kernstadt Marktstr./Kr.str. n. Loth. Karte       | |         |                   | 75              |
| ehem. Ackerbürgerhaus                     | ehem. Ackerbürgerhaus                             | Kernstadt Rochusstr. 31 Karte                    | |         |                   | 76              |
| Ackerbürgerhaus                           | Ackerbürgerhaus                                   | Kernstadt Grandweg 4 Karte                       | |         |                   | 78              |
| BW                                        | Mühle Breitenhaupt                                | Rolfzen Gut Breitenhaupt Karte                   | |         |                   | 79              |
| Sockel Hochkreuz                          | Sockel Hochkreuz                                  | Kernstadt An kath. Pfarrkirche Karte             | | 1911    |                   | 81              |
| weitere Bilder                            | ehem. Möbelfabrik                                 | Kernstadt Rolfzener Str. 1 Karte                 | |         |                   | 82              |
| weitere Bilder                            | Evangelische Kirche                               | Kernstadt Pyrmonter Straße Karte                 | |         |                   | 83 Wikidata     |
| Paradieshof                               | Paradieshof                                       | Kernstadt Detmolder Str. 24 Karte                | | 1729    |                   | 85              |
|                                           | Ziegelsteinmauer Schafs.                          | Rolfzen Gut Breitenhaupt                         | |         |                   | 87              |
| weitere Bilder                            | Hofgebäude Schloss                                | Vinsebeck Schloß Vinsebeck Karte                 | |         |                   | 88              |
| weitere Bilder                            | ehem. Möbelfabrik Spilker                         | Kernstadt Sedanstr. 18 Karte                     | |         |                   | 89              |
| weitere Bilder                            | Kath. Pfarrkirche St. Dionysius                   | Sandebeck Dionysiusstr. Karte                    | | 1861    |                   | 90              |
| weitere Bilder                            | Gruftkapelle                                      | Vinsebeck nördl. Sportplatz Karte                | |         |                   | 91              |
| Hochkreuz u. 2 Grabplatten                | Hochkreuz u. 2 Grabplatten                        | Ottenhausen Brinkstraße Karte                    | |         |                   | 92              |
| weitere Bilder                            | Kath. Pfarrkirche Mariä Heimsuchung               | Rolfzen Stoppelbergstr. Karte                    | |         |                   | 93              |
| weitere Bilder                            | Alter Friedhof, Ehrenfriedh.                      | Kernstadt A.Friedhof-/Bahnhofstr. Karte          | |         |                   | 94              |
| weitere Bilder                            | Kath. Pfarrkirche St. Marien (Ottenhausen)        | Ottenhausen Marienstraße Karte                   | |         |                   | 95              |
| weitere Bilder                            | Kath. Pfarrkirche St. Johannes Baptist            | Vinsebeck Karte                                  | |         |                   | 96 Wikidata     |
| weitere Bilder                            | Wohn- u. Geschäftshaus                            | Kernstadt Bahnhofstr. 8 Karte                    | |         |                   | 97              |
| Wohnhaus                                  | Wohnhaus                                          | Kernstadt Neue Str. 32 Karte                     | |         |                   | 98              |
| Wohn- und Geschäftshaus                   | Wohn- und Geschäftshaus                           | Kernstadt Neue Str. 26 Karte                     | | 1890    |                   | 99              |
| Bauernhaus                                | Bauernhaus                                        | Kernstadt Schiederstr. 3 Karte                   | |         |                   | 100             |
| Wohnhaus                                  | Wohnhaus                                          | Kernstadt Bahnhofstr. 6 Karte                    | |         |                   | 101             |
| weitere Bilder                            | Kath.Pfarrkirche St. Liborius                     | Bergheim Karte                                   | |         |                   | 103             |
| weitere Bilder                            | Wohnhaus                                          | Vinsebeck Brunnenstr. 14 Karte                   | |         |                   | 105             |
| weitere Bilder                            | Friedhofsmauer und Hochkreuz auf dem Friedhof     | Vinsebeck Hornsche Str. Karte                    | |         |                   | 106             |
| BW                                        | Gemälde „Ansicht v. Schloss/Ort“                  | Vinsebeck Schloß Vinsebeck Karte                 | Wandbild von 3,1 × 6,1 Metern aus der Zeit zwischen 1720 und 1740 |         |                   | 107             |
| weitere Bilder                            | Kaiser-Wilhelm-Denkmal                            | Kernstadt Bahnhofsallee Karte                    | |         |                   | 109             |
| Fachwerkhofanlage                         | Fachwerkhofanlage                                 | Vinsebeck Klosterstr. 2 Karte                    | |         |                   | 110             |
| weitere Bilder                            | Ackerbürgerhaus                                   | Kernstadt Höxterstr. 18 Karte                    | Ergänzung von Nr. 16 |         |                   | 111             |
| Wohnhaus                                  | Wohnhaus                                          | Kernstadt Hospitalstr. 1 Karte                   | |         |                   | 112             |
| weitere Bilder                            | Wohnhaus/Bauernhaus                               | Kernstadt Bahnhofstr. 11 Karte                   | |         |                   | 113             |
| Fachwerkhaus Wohn- und Geschäftshaus      | Fachwerkhaus Wohn- und Geschäftshaus              | Kernstadt Marktstraße 10 Karte                   | |         |                   | 114             |
| ehemaliges Pastorat, Ende 19. Jahrhundert | ehemaliges Pastorat, Ende 19. Jahrhundert         | Kernstadt Pyrmonter Str. 10 Karte                | |         |                   | 115             |
| bürgerliches Wohnhaus spätes 19. Jh.      | bürgerliches Wohnhaus spätes 19. Jh.              | Kernstadt Marktstraße 6 Karte                    | |         | 9. Januar 2013    | 116             |
| weitere Bilder                            | Historische Grenzsteine als Gesamtdenkmal         |                                                  | |         | 10. April 2013    | 117             |
| Vierständer-Durchgangsdielenhaus von 1729 | Vierständer-Durchgangsdielenhaus von 1729         | Kernstadt Rochusstraße 20 Karte                  | |         | 4. September 2015 | 118             |
| weitere Bilder                            | Napte-Brücke                                      | Wöbbeler Straße Karte                            | Eingewölbebrücke mit Brüstungsmauern und zwei historischen Grenzsteinen | 1842    |                   |                 |

Aus der Denkmalliste ausgetragene/gelöschte Objekte:
| Bild       | Bezeichnung                                      | Lage                           | Beschreibung                                                                   | Bauzeit | Eingetragen seit   | Denkmal- nummer |
| ---------- | ------------------------------------------------ | ------------------------------ | ------------------------------------------------------------------------------ | ------- | ------------------ | --------------- |
|            | Fachwerkhaus                                     | Kernstadt Grandweg 3           |                                                                                |         |                    | 77              |
|            | Kötterhaus                                       | Vinsebeck Obere Straße 54      | abgebrochen                                                                    |         | 27. September 1990 | 84              |
|            | Scheunen Rentmeisterhof Gestrichen am 14.01.2004 | Kernstadt Detmolder Str. 31–33 | abgebrochen                                                                    |         |                    | 86              |
|            | ehem. Ackerbürgerhaus                            | Kernstadt Höxterstr. 10        |                                                                                |         |                    | 102             |
|            | Wohnhaus                                         | Kernstadt Detmolder Str. 29    | abgebrochen                                                                    |         |                    | 104             |
| Bauernhaus | Bauernhaus                                       | Kernstadt Rosentalstr. 6 Karte | Das baufällige und lange Zeit leer stehende Haus wurde inzwischen abgebrochen. |         |                    | 108             |